# 神楽坂はん子
神楽坂 はん子（かぐらざか はんこ、本名・鈴木 玉子、1931年3月24日 ‐ 1995年6月10日）は昭和期の芸者歌手。

## 来歴
1931年(昭和6年)3月24日、東京都で生まれる。本名、鈴木玉子。都内で料理店を営む両親の反対を押し切り、16歳のとき神楽坂で芸者になる。その後、噂を聞きつけた作曲家の古賀政男と作詞家の西条八十がやってきて（万城目正の紹介で）、『アリラン』を披露したところ、古賀に気に入られ、又「私、芸術家って大嫌い」と発言するなど、その竹を割ったような性格がまた気に入られ、コロムビアへスカウトされた。
1952年（昭和27年）4月、古賀作品の『こんな私じゃなかったに』でデビュー。同曲はデビュー曲にもかかわらずヒットを飾り、同年9月にも江利チエミの「テネシー・ワルツ」に対抗して作られた「ゲイシャ・ワルツ」が大ヒット。一躍スター歌手となる。その後も『こんなベッピン見たことない』(昭和27年)や『見ないで頂戴お月様』(昭和28年)、『湯の町椿』(昭和29年)など数々のヒット曲を放つ。さらにNHK紅白歌合戦には２年連続出場。ビクターからは神楽坂浮子という歌手も登場するほどの人気ぶりだったが、1955年（昭和30年）に身許引受人の意向で引退。公には結婚のための引退だと報道された。
1968年（昭和43年）急遽、歌手に復帰する。復帰に際し、それまで暮らしていた住まいも引っ越し、関係者に対して「今までの13年間の女の生活を燃やしてきました」と語ったという。復帰後レコード会社は日本クラウンに在籍し、その後は古巣のコロムビアに戻り、かつてのヒット曲を再録音した。東京12チャンネルの「なつかしの歌声」などの数々のテレビ番組にも出演し「ゲイシャ・ワルツ」など一連のヒット曲を披露した。
だが、1970年代後半以降、再び姿を消す。自らの事業失敗もあり、歌手活動は完全に引退状態となった。その後は一切復帰することなく、1995年(平成7年)6月10日、埼玉県川口市の武南病院で一人ひっそりと肝臓癌のため亡くなった。64歳没。一人暮らしの自宅には焼酎瓶が散乱していたという。
神楽坂という地名を一躍全国区にしたのは神楽坂はん子の功績と言っても過言ではない。彼女に憧れて歌手になった神楽坂浮子も同様の発言を2006年（平成18年）放送の「昭和歌謡大全集 第27弾」（テレビ東京）にてしている。

## 代表曲
神楽坂はん子
- 『こんな私じゃなかったに』1952年(昭和27年)
- 『ゲイシャ・ワルツ』『だから今夜は酔わせてネ』1952年(昭和27年)
- 『芸者ブルース』1953年(昭和28年)
- 『見ないで頂戴お月様』1953年(昭和28年)
- 『ゲイシャ・ルンバ」1953年(昭和28年)
- 『こんなベッピン見たことない』1953年(昭和28年)

以下4作の「こんな〇〇見たことない」シリーズは、コロムビアと大映のタイアップ企画もの）
- 『こんな美男子見たことない』1954年(昭和29年)
- 『こんな奥様見たことない』
- 『こんなアベック見たことない』1954年(昭和29年)
- 『博多ワルツ』1954年(昭和29年)
- 『湯の町椿』1954年(昭和29年)
- 『 雨の田原坂』

## NHK紅白歌合戦出場歴
| 年度/放送回              | 曲目                   | 対戦相手 |
| ------------------------ | ---------------------- | -------- |
| 1953年（昭和28年）/第4回 | こんな私ぢゃなかったに | 小畑実   |
| 1954年（昭和29年）/第5回 | みないで頂戴お月さん   | 春日八郎 |

## ドラマ出演
- 素浪人 月影兵庫 第2シリーズ 第32話「お酒に刀が浮いていた」（1967年、NET）- 小唄の師匠・はん